# Ecliptopera substituta
Ecliptopera substituta är en fjärilsart som beskrevs av Walker 1866. Ecliptopera substituta ingår i släktet Ecliptopera och familjen mätare. Inga underarter finns listade i Catalogue of Life.